# Colostygia lutescens
Colostygia lutescens är en fjärilsart som beskrevs av Louis Beethoven Prout 1938. Colostygia lutescens ingår i släktet Colostygia och familjen mätare. Inga underarter finns listade i Catalogue of Life.